# جبر علوان
جبر علوان فنان تشكيلي إيطالي من أصول عراقية.

## السيرة
جبر علوان، فنان تشكيلي ولد في محافظة بابل في العراق، عام 1948، وتخرج من معهد الفنون الجميلة في بغداد عام 1970. وسافر إلى روما في عام 1972. وبدأ يرسم في ساحة نافونا الشهيرة. وهو ما زال يعيش في روما.
في عام 1975 حصل على شهادة الدبلوم في النحت من أكاديمية روما للفنون الجميلة. بعد انقضاء عشر سنوات منحته بلدية روما جائزة أفضل فنان، فكان أول أجنبي يحوز هذهِ الجائزة.
لهُ العديد من الأعمال المعروضة بصفة دائمة في متاحف الفن الحديث في بغداد ودمشق وقطر والكويت، وفي دار الأوبرا للثقافة في القاهرة، وفي متحف كالوست في لشبونة، وفي قصر ديامني داي في فيرارا، ومتحف الأكاديمية في رافينا. ولهُ كذلك العديد من الأعمال موزعة على مجموعات خاصة في العديد من المدن الأوروبية وكذلك في روسيا واليابان وتشيلي.

## أحدث المعارض
- 1975 غاليري «لا جادا» روما إيطاليا
- 1976 غاليري «مكتبة الصليب» روما إيطاليا
- 1977 غاليري «قاعة الفنانين التشكيليي» بغداد العراق
- 1978 غاليري «ستوديو ديل آرتي» روما إيطاليا
- 1978 غاليري «إيبوتيزي» روما إيطاليا
- 1979 غاليري «لا بيرل» فلورنسا إيطاليا
- 1985 غاليري «ليوناردو دا فينشي» روما إيطاليا
- 1986 معرضا في مرسمه قدم له من «جيوفاني كاراندنتي»، رئيس بينال البندقية، روما إيطاليا
- 1987 غاليري «ايل ليوني» روما إيطاليا
- 1988 غاليري «أورنينا» الدمقس سوريا
- 1988 متحف «ماس بالاس» فيينا النمسا
- 1990 غاليري "Artemos"
- 1991 غاليري «الكوفة» لندن إنجلترا
- 1992 غاليري «ليهرمان» لياج بلجيكا
- 1993 غاليري مؤسسة فيتوريو كابوريلا" روما إيطاليا
- 1994 غاليري «ليهرمان» لياج بلجيكا
- 1994 غاليري «لومباردي» روما إيطاليا
- 1995 «غاليري أتاسي» دمشق سورية
- 1995 غاليري أبعاد" عمان الأردن
- 1995 «سالا» كلية رونشيليوني إيطاليا
- 1995 غاليري «غرين أرت» دبي الإمارات العربية
- 1995 غاليري «كومونال» فوننبلو فرنسا
- 1996 غاليري «ليهرمان» لياج بلجيكا
- 1996 «المجموعة الفنية الخاصة» معرض البحرين
- 1997 «متحف لوجيتا لومبارديسكا» رافينا إيطاليا
- 1997 «ماجاتزينو ديل سالي» تشيرفيا إيطاليا
- 1998 غاليري «غرين أرت» دبي الإمارات العربية
- 1999 غاليري «آرتي كونتمبورانيا» فوجيا إيطاليا
- 1999 «متحف سيفيكو فياستي» فياستي إيطاليا
- 1999 «غاليري أتاسي» دمشق سورية
- 1999 غاليري «ليوناردو دا فينشي» كاتانيا إيطاليا
- 2000 غاليري «غرين أرت» دبي الإمارات العربية
- 2000 غاليري «مؤسسة المدى» دمشق سورية
- 2001 غاليري «أكسبو» بيروت لبنان
- 2001 غاليري «أم-أرت» فيينا النمسا
- 2001 غاليري «بلاد الشام» حلب سوريا
- 2002 غاليري «ليهرمان» لياج بلجيكا
- 2002 غاليري «أم-أرت» فيينا النمسا
- 2003 غاليري «مؤسسة المدى» بيروت لبنان
- 2004 غاليري «غرانت» القاهرة مصر
- 2004 غاليري «المرسى» تونس تونس
- 2005 «متحف الفن» الكويت دولة الكويت
- 2005 غاليري «ليهرمان» لياج بلجيكا
- 2005 غاليري «الرواق» البحرين البحرين
- 2005 «غرين آرت» معرض دبي للإمارات العربية
- 2006 معرض فردي في دار الأندى، الأردن
- 2017 معرض تكوين في دبي، الأمارات العربية المتحدة.

## وصلات خارجية
- الموقع الرسمي
- مقابلة توثيقية مع جبر علوان، روافد، العربية